# عروض الغرب المتوحش

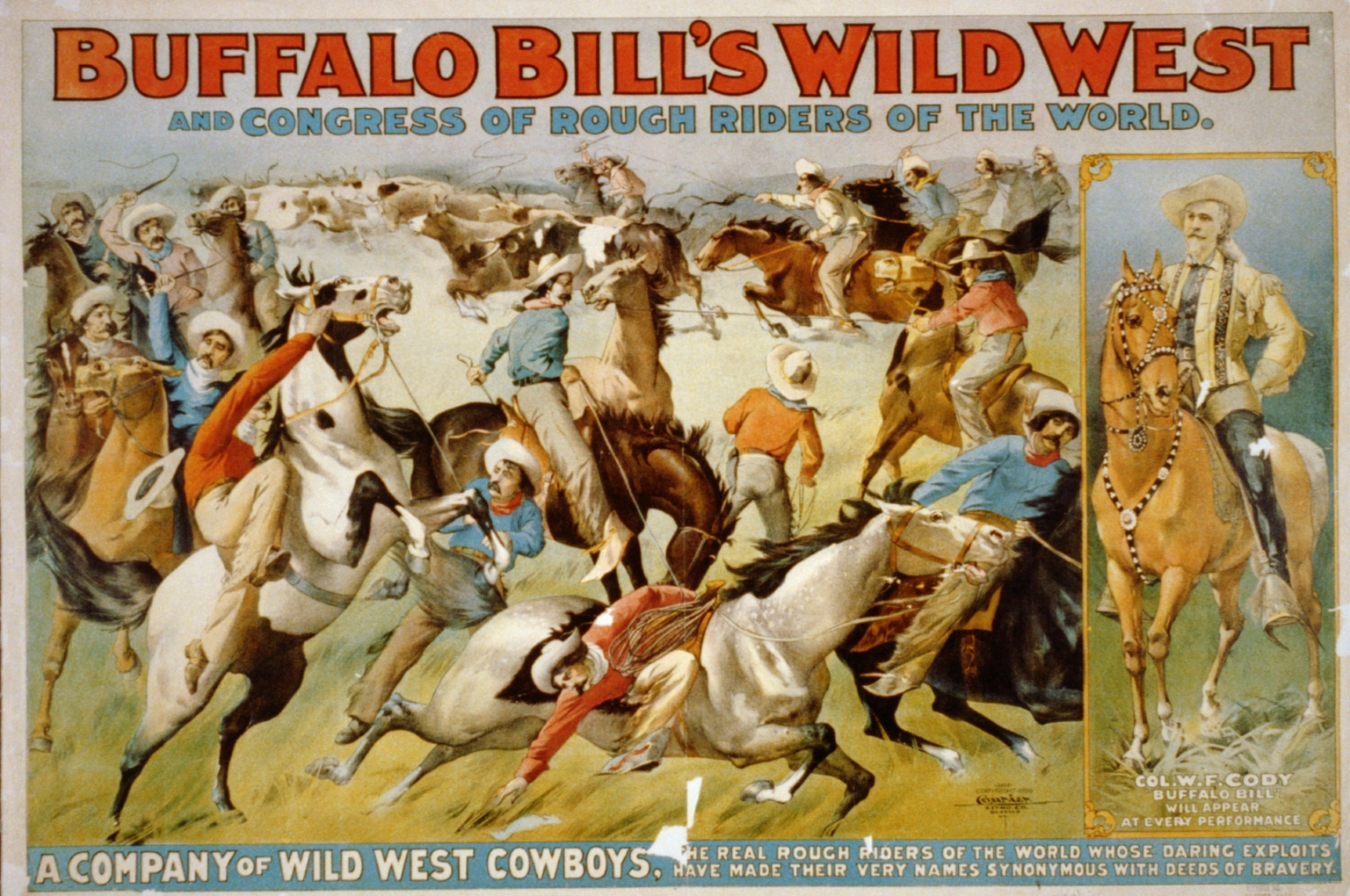
ملصق عرض الغرب المتوحش عام 1899 م

عروض الغرب المتوحش كانوا فرقة مسرحية يسافرون لأداء الاستعراض المسرحي في الولايات المتحدة وأوروبا. وكان أول وتنميط لعروض الغرب المتوحش بافالو بيل والذي تشكلت في عام 1883 واستمرت حتى قدمت عام 1913. ويظهر العديد من الفنانين والشخصيات الغربية، ونسخة رومانسية من الغرب الأمريكي القديم، لجمهور واسع مع العديد من الأعضاء المختلفين. كما قامت الفرقة بجولة إرادة روجرز عروض الغرب المتوحش.